# Parafia Świętych Apostołów Piotra i Pawła w Moskwie
Parafia śś. Apostołów Piotra i Pawła w Moskwie – rzymskokatolicka parafia znajdująca się w archidiecezji Matki Bożej w Moskwie, w dekanacie centralnym. Najstarsza parafia katolicka w mieście. Liczy kilka tysięcy wiernych.
Obecnie parafia działa w kościele św. Ludwika w Moskwie należącym do parafii św. Ludwika. Msze święte odprawiane są w językach rosyjskim i litewskim.

## Historia
Mimo istnienia w Moskwie wspólnoty katolickiej przez długi okres władze carskie nie pozwalały na osiedlenie się w stolicy księdza katolickiego w przeciwieństwie do duchownych protestanckich, którzy działali w Moskwie od czasów Iwana IV Groźnego. Stan taki trwał do rządów carów Iwana V Romanowa i Piotra I Wielkiego, kiedy to w 1684 do Moskwy przybyli jezuici pełniący funkcje kapelanów ambasady austriackiej. Papież Innocenty XI w tym samym roku powołał misję katolicką w Rosji. Duży wpływ na zmianę podejścia do katolików miał przyjaciel Piotra I gen. Patrick Gordon, który sam był katolikiem. Początkowo msze święte odprawiane były w prywatnym domu należącym do holenderskiego kupca. W 1689 pod wpływem patriarchy Moskwy Joachima car wydalił jezuitów. Jednak już w 1691, po śmierci Joachima, zezwolono na przybycie do Moskwy kolejnych kapłanów katolickich (źródła nie są zgodne czy byli to księża diecezjalni czy franciszkanie). W 1698 wybudowano pierwszy kościół katolicki w Moskwie, a po jego spaleniu kolejny pw. śś. Apostołów Piotra i Pawła. W 1783 parafia weszła w skład nowo powstałej archidiecezji mohylewskiej. W latach 1839–1849 wybudowano nowy kościół.
Kościół śś. Apostołów Piotra i Pawła w Moskwie został zamknięty przez komunistów i w 1937 znacjonalizowany. Wraz ze świątynią bolszewickie władze zagarnęły cały XIX-wieczny kompleks budynków parafialnych znajdujący się przy Milutińskim Zaułku obok kościoła. Mieściły się w nich dom starców, przytułek, szkoła dla dziewcząt, biblioteka i stowarzyszenie dobroczynne. Od upadku ZSRS trwają starania o zwrot tych budynków. 26 maja 2017 Sąd Arbitrażowy orzekł, iż cztery budynki należą się katolickiej archidiecezji, jednak władze Moskwy nadal podtrzymują odmowę ich zwrotu.

## Proboszczowie
- 2003 – 2021 Igor Kowalewski
- 2021 – 2022 Fernando Vera Zorrilla[6]
- 2022 – wakat[7].